# 9. Fallschirmjäger-Division (Wehrmacht)
Die 9. Fallschirmjäger-Division war ein Großverband der Luftwaffe der deutschen Wehrmacht während des Zweiten Weltkrieges.

## Geschichte

### Aufstellung
Die eigentlich geplante Aufstellung der Division wurde am 15. Oktober 1944 bis Dezember des gleichen Jahres verschoben.
Die Division wurde im Dezember aus allen Teilen der Luftwaffe aufgestellt. Die Aufstellung wurde bis Februar 1945 abgeschlossen. Das geplante III./Fallschirmjäger-Regiment 26 und III./Fallschirmjäger-Regiment 27, wie auch das Fallschirm-Flak-Regiment 9 kam nicht zur Aufstellung.
Nachdem das Fallschirm-Granatwerfer-Bataillon 9 und die Fallschirm-Aufklärungs-Kompanie 9 aufgestellt worden war, wurde der Stab des Fallschirmjäger-Regiment 25 aus dem Stab des Fallschirmjäger-Regiments z.b.V. 1, das I./Fallschirmjäger-Regiment 25 aus dem III./Fallschirmjäger-Regiment 2, das I./Fallschirmjäger-Regiment 26 aus dem Fallschirm-Bataillon Schluckebier und das II./Fallschirmjäger-Regiment 26 aus dem Fallschirm-Bataillon Schäfer, das II./Fallschirm-Artillerie-Regiment 9 aus dem II./Fallschirmjäger-Regiment 11 und das III./Fallschirm-Artillerie-Regiment 9 aus dem III./Fallschirmjäger-Regiment 12 gebildet. Für die Aufstellung des Fallschirm-Feldersatz-Bataillons 9 wurde das Fallschirmjäger-Bataillon 56 herangezogen.
Über das gesamte Bestehen der Division war diese der Heeresgruppe Weichsel zugeordnet.
Später wurde aus dem I./Fallschirmjäger-Regiment 25 das selbstständige Fallschirmjäger-Bataillon 67 und die Bataillone II und III des Fallschirmjäger-Bataillons wurden in die Festung Breslau eingeflogen. Bis zur Kapitulation verblieben die Einheiten in Breslau und kehrten nicht mehr zur Division zurück.

### Ostfront und Rückzug
Ab Februar 1945 war die Division bei der 11. Armee um Stargard und Dramburg eingesetzt, wurde in Prenzlau aufgefrischt und kam im nächsten Monat zur 3. Panzerarmee in den Raum um Greifenhagen.

### Seelower Höhen 1945
Während der Schlacht um die Seelower Höhen (16.–19. April 1945) kämpfte die Division unter General Bruno Bräuer im Verband des XI. SS-Armeekorps (SS-Obergruppenführer Matthias Kleinheisterkamp) bei der 9. Armee gegenüber den sowjetischen Truppen im Oder-Brückenkopf bei Küstrin.

### Vernichtung in Berlin
Nach der Schlacht um Berlin gingen die Reste der Division in sowjetische Kriegsgefangenschaft.

## Kommandeure
- Generalleutnant Gustav Wilke: von der Aufstellung bis Anfang März 1945
- General der Fallschirmtruppe Bruno Bräuer: von Anfang März 1945 bis 19. April 1945
- Oberst Harry Herrmann: vom 19. April 1945 bis Kriegsende

## Gliederung
- Fallschirmjäger-Regiment 25 mit drei Bataillonen
- Fallschirmjäger-Regiment 26 mit drei Bataillonen geplant
- Fallschirmjäger-Regiment 27 mit drei Bataillonen geplant
- Fallschirm-Panzerjäger-Abteilung 9 mit drei Kompanien
- Fallschirm-Artillerie-Regiment 9 mit drei Batterien
- geplant, aber nicht aufgestellt: Fallschirm-Flak-Regiment 9 mit drei Batterien
- Fallschirm-Pionier-Bataillon 9 mit drei Kompanien
- Fallschirm-Nachrichten-Abteilung 9 mit zwei Kompanien
- Fallschirm-Feldersatz-Bataillon 9
- Fallschirm-Sanitäts-Abteilung 9
- Fallschirm-Nachschubtruppen 9

Später dazu:
- Fallschirm-Granatwerfer-Bataillon 9 mit drei Kompanien
- Fallschirm-Aufklärungs-Kompanie 9